# Sterrenscherm
Sterrenscherm (Astrantia) is een geslacht uit de schermbloemenfamilie (Umbelliferae oftewel Apiaceae). Het geslacht telt ongeveer negen soorten. De oude Nederlandse naam is "sterrekruid".  Het wordt in het Nederlands ook wel Zeeuws knoopje of Zeeuws knopje genoemd.
Het verspreidingsgebied van dit geslacht loopt in Europa van de Pyreneeën tot de Kaukasus. De biotoop bestaat uit vochtige bergbossen en bergweiden.
In Nederland en Vlaanderen komt dit geslacht niet van nature voor.
De bloemschermpjes zijn 2-4 cm breed en knop tot bolvormig. Hieromheen treft men omwindselbladen die vaak iets groter zijn dan de bloemschermen. Deze wekken de indruk van kroonbladen te zijn en hebben een groene tot witte kleur.

## Soorten
- Astrantia bavarica F.W.Schultz
- Astrantia carniolica Wulfen
- Astrantia colchica Albov
- Astrantia major L. - Groot sterrenscherm
- Astrantia maxima Pall.
- Astrantia minor L. - Klein sterrenscherm
- Astrantia ossica Woronow ex Grossh.
- Astrantia pauciflora Bertol.
- Astrantia pontica Albov
- Astrantia trifida Hoffm.

Cultivars:
- Astrantia 'Pin Cushion'
- Astrantia 'Pink Pride'
- Astrantia 'Rainbow'
- Astrantia 'Snow Star'